# 热水镇 (宣威市)
热水镇，是中华人民共和国云南省曲靖市宣威市下辖的一个镇。

## 行政区划
热水镇下辖以下地区：
关营村、热水村、营沟村、秧草村、得德村、黎山村、格依村、柏木村、响宗村、中村、述迤村、乐迤村、窑上村、陡沟村、花鱼村、色卡村、吉科村、阿浪村、海德村、岱海村、干海村和建新村。